# Impresión, sol naciente
Impresión, sol naciente es un cuadro del pintor francés Monet, que dio su nombre al movimiento impresionista. Se conserva en el Museo Marmottan Monet de París. Pintado aproximadamente en el año 1872, representa el puerto de Le Havre, ciudad en la que Monet pasó parte de su vida. La pintura fue robada del museo en 1985 y recuperada en 1990. Desde 1991 ha estado de nuevo en exhibición. A día de hoy está en Europa.

## Primer cuadro impresionista
El único canal de exposición que tenían los pintores en la Francia del siglo XIX era el Salón de París, vinculado a la Escuela de Bellas Artes, que contaba con un prestigioso jurado que seleccionaba las obras enviadas. El escándalo de 1863 con la presentación del El almuerzo sobre la hierba de Édouard Manet originó la creación del Salón de los Rechazados, el cual tenía más éxito entre los jóvenes creadores que el oficial al mostrar obras más modernas. Los pintores que se reunían en el Café Guerbois en torno a Manet decidieron crear un foro de exposición diferente a los oficiales, en el que pudieran mostrar sus obras todos los artistas independientes. Así surge la I Exposición de la sociedad anónima de artistas pintores, escultores y grabadores que tuvo lugar entre el 15 de abril y el 15 de mayo de 1874 en las salas que el fotógrafo Nadar les prestó. Acudieron 3500 visitantes, que se rieron de la pintura tan moderna que contemplaban. A esa exposición Monet presentó nueve cuadros, entre los que destacó esta obra. El crítico Louis Leroy, inspirado por el título del cuadro, tituló su hostil crítica en el periódico Le Charivari «Exhibición de los impresionistas», dando nombre inadvertidamente al movimiento.
Leroy escribió allí:

Monet pintó el sol casi con la misma luminancia del cielo, una condición que sugiere humedad alta y atenuación atmosférica de la luz. Este detalle descansa sobre el uso de colores complementarios y variedad de temperaturas de color, en lugar de cambios de intensidad o valores contrastantes, para diferenciar el sol del cielo circundante. La pintura trata el valor de contraste simultáneo de los colores, situando tonos cálidos sobre otros opuestos que permiten resaltar, en la retina del espectador, unos tonos sobre otros. La vaporización será el elemento fundamental que invade la superficie, destacando esa humedad que invade la obra y que atenúa las tonalidades, es decir, el color se condiciona a esta atmósfera húmeda. El principal objetivo al que intentaba llegar Monet con esta obra es provocar una impresión en el espectador, por lo que nos encontramos con la importancia que se atribuye al espectador en el impresionismo.

## Descripción de la obra
Se trata de una pintura realizada a óleo sobre lienzo, con pinceladas cortas, gruesas, rápidas, luminosas, dinámicas y vigorosas. En esta obra, Monet nos muestra tres botes de remos que navegan por el puerto de Le Havre, mientras al fondo, entre la niebla matinal y la humareda de las chimeneas de las fábricas, sale el sol. La escena, capturada desde la ventana de un hotel en el puerto, sintetiza la visión artística de Monet, desafiando las técnicas académicas tradicionales y marcando un antes y un después en la interpretación de la luz y el color. La composición es simétrica, ya que los reflejos del sol del amanecer anaranjados dividen el cuadro en dos partes desiguales. En relación con los colores, predominan los tonos fríos (azules y grisáceos) que contrastan con las pequeñas zonas cálidas del sol y sus reflejos, sustituyendo el tradicional claroscuro.

## Influencias
Monet viajó a Londres entre 1870 y 1871, y allí pudo conocer la obra del paisajista Joseph Mallord William Turner, pintor del romanticismo inglés que destacó por su estilo avanzado y vaporoso, estilo que influiría en Monet y en el resto de los impresionistas. 

El incendio del Parlamento (1835). Monet pudo haberse inspirado en la obra de Turner para crear Impresión, sol naciente.